# So Big (Iyaz)
So Big is de derde single van Iyaz' studioalbum Replay. De videoclip is uitgebracht op 11 augustus 2010. In de videoclip verwent Iyaz een meisje. Hij neemt haar mee naar een manicure en ze gaan samen uit eten. Maar haar vader vindt dat maar niets. Het nummer is niet uitgekomen in Nederland, maar wel in België. In de Vlaamse Ultratop 50 behaalde hij nummer 18 in de tipparade.